# Гринвуд (Индијана)
Гринвуд (енгл. Greenwood) град је у америчкој савезној држави Индијана.

## Демографија
По попису из 2010. године број становника је 49.791, што је 13.754 (38,2%) становника више него 2000. године.
| Група             | 2000.          | 2010.          |
| Белци             | 34.373 (95,4%) | 43.603 (87,6%) |
| Афроамериканци    | 159 (0,4%)     | 845 (1,7%)     |
| Азијати           | 490 (1,4%)     | 1.866 (3,7%)   |
| Хиспаноамериканци | 687 (1,9%)     | 2.476 (5,0%)   |
| Укупно            | 36.037         | 49.791         |